# Клічкув-Кольонія
Клічкув-Кольонія (пол. Kliczków-Kolonia) — село в Польщі, у гміні Бжезньо Серадзького повіту Лодзинського воєводства.
Населення — 170 осіб (2011).
У 1975-1998 роках село належало до Серадзького воєводства.

## Демографія
Демографічна структура станом на 31 березня 2011 року:
|          | Загалом | Допрацездатний вік | Працездатний вік | Постпрацездатний вік |
| -------- | ------- | ------------------ | ---------------- | -------------------- |
| Чоловіки | 84      | 15                 | 64               | 5                    |
| Жінки    | 86      | 16                 | 51               | 19                   |
| Разом    | 170     | 31                 | 115              | 24                   |